# لاوا هات اسپرینگز (آیداهو)
لاوا هات اسپرینگز(به انگلیسی: Lava Hot Springs) شهری در شهرستان بانوک ایالت آیداهو است که جمعیت آن در سرشماری سال ۲۰۱۰ میلادی ۴۰۷ نفر بوده است.